# Awad Hamed al-Bandar
Awad Hamed al-Bandar, född 2 januari 1945 i Basra, död 15 januari 2007 i Bagdad, var en irakisk chefsdomare under Saddam Husseins regim.
I januari 2007 avrättades al-Bandar genom hängning tillsammans med Barzan Ibrahim al-Tikriti för delaktighet i morden på 148 shiamuslimer i byn Dujail efter ett attentatsförsök mot Saddam Hussein den 8 juli 1982.